# Berliște
Berliște (en hongrois : Berlistye) est une commune du județ de Caraș-Severin en Roumanie.